# Église Saint-Stanislas de Dourges
L'église Saint-Stanislas est une des deux églises catholiques de la ville de Dourges dans le Pas-de-Calais. Consacrée à saint Stanislas (patron de la Pologne), elle desservait à l'origine les mineurs venus de Pologne. Elle est inscrite aux monuments historiques depuis le 5 novembre 2009. Elle fait partie depuis le 30 juin 2012 du patrimoine inscrit à la liste des biens du bassin minier du Nord-Pas-de-Calais protégés par l'Unesco , ainsi que son presbytère en parpaings de schiste, d'architecture régionaliste.

## Histoire et description
La Compagnie des mines de Dourges fait bâtir en 1924 l'église Saint-Stanislas afin de desservir la cité-jardin Bruno (construite entre 1905 et 1908), essentiellement composée après-guerre de familles de mineurs polonais, dont un nouvel afflux arrive après 1919 et un autre en 1922 de Westphalie, ce qui oblige de construire la nouvelle cité Bruno. L'église est consacrée le 23 octobre 1927 par Mgr Radomski, évêque auxiliaire de Poznań. On lui adjoint aussi un patronage et un presbytère.
L'église est bâtie en béton dans un style romano-byzantin mâtiné d'égyptianisme. C'est une église-halle sans transept de plan trapézoïdal avec une chapelle au bout du vaisseau du côté Est, recouverte d'une toiture à deux pans. Son clocher-porche est éclairé d'une haute baie dont le meneau et la traverse forment une grande croix latine en béton. Le clocher carré est surmonté d'un lanternon avec un bulbe allongé à la manière de Paul Abadie. Les deux côtés de la façade triangulaire sont éclairés à la base de fenêtres triples de plein-cintre. La nef est éclairée de triplets de baies en plein-cintre.
À l'intérieur, l'autel dit « chapelle de la Nativité », est un trésor d'Art déco réalisé par l'artiste polonais Jan Szczepkowski pour l’exposition internationale des arts décoratifs de Paris de 1925. Cet autel est entièrement en bois sculpté, dans le style des églises de montagne en Pologne. La voûte lambrissée est en berceau en anse de panier. Les vitraux sont l'œuvre de Francis Chigot (1879-1960). On remarque dans le chœur deux vitraux, La Foudre tue le père de sainte Barbe et un autre de Saint Stanislas. Les autres verrières sont composées de vitraux à motifs géométriques ou floraux.

## Illustrations

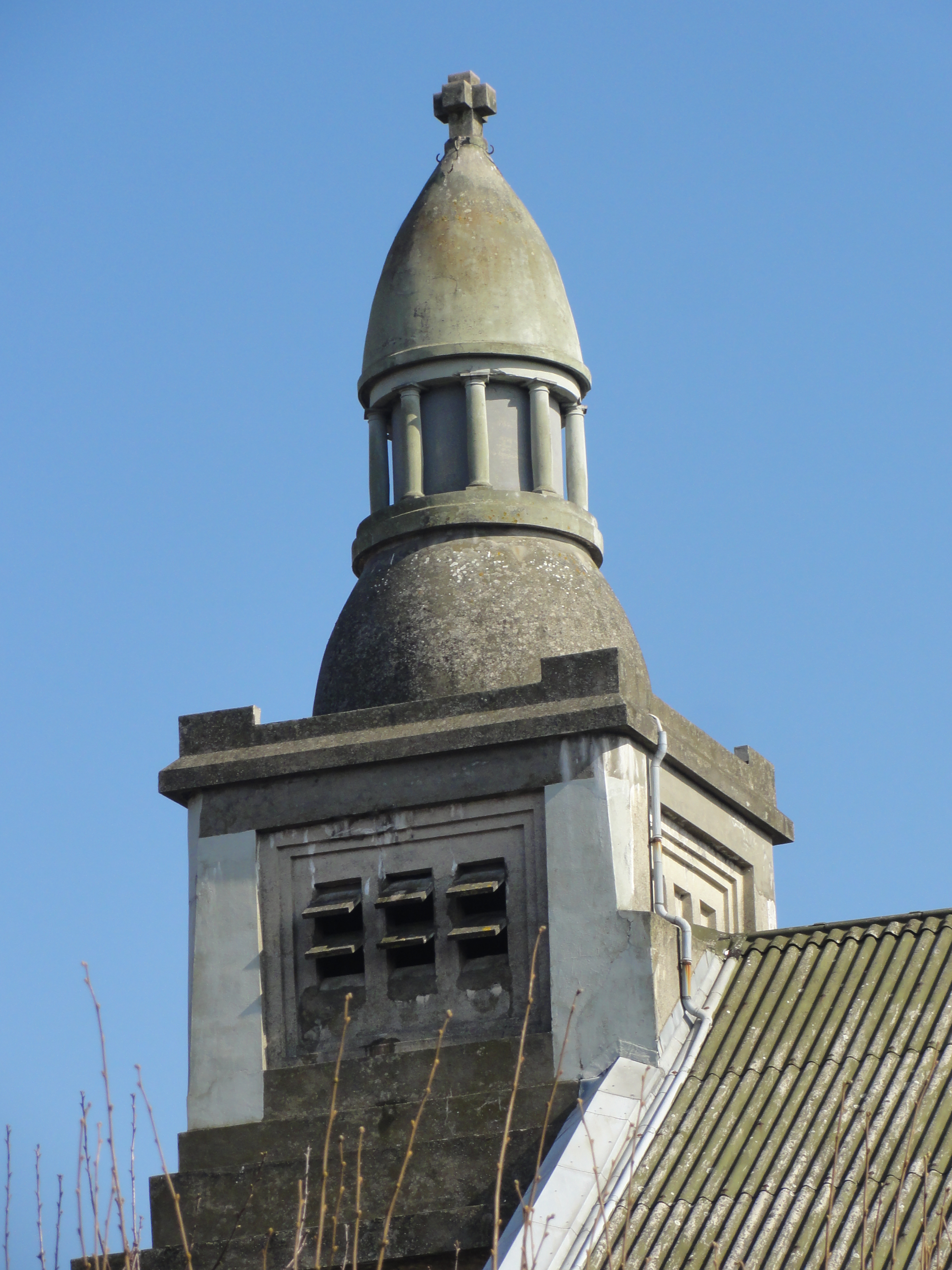
Le lanternon à bulbe.
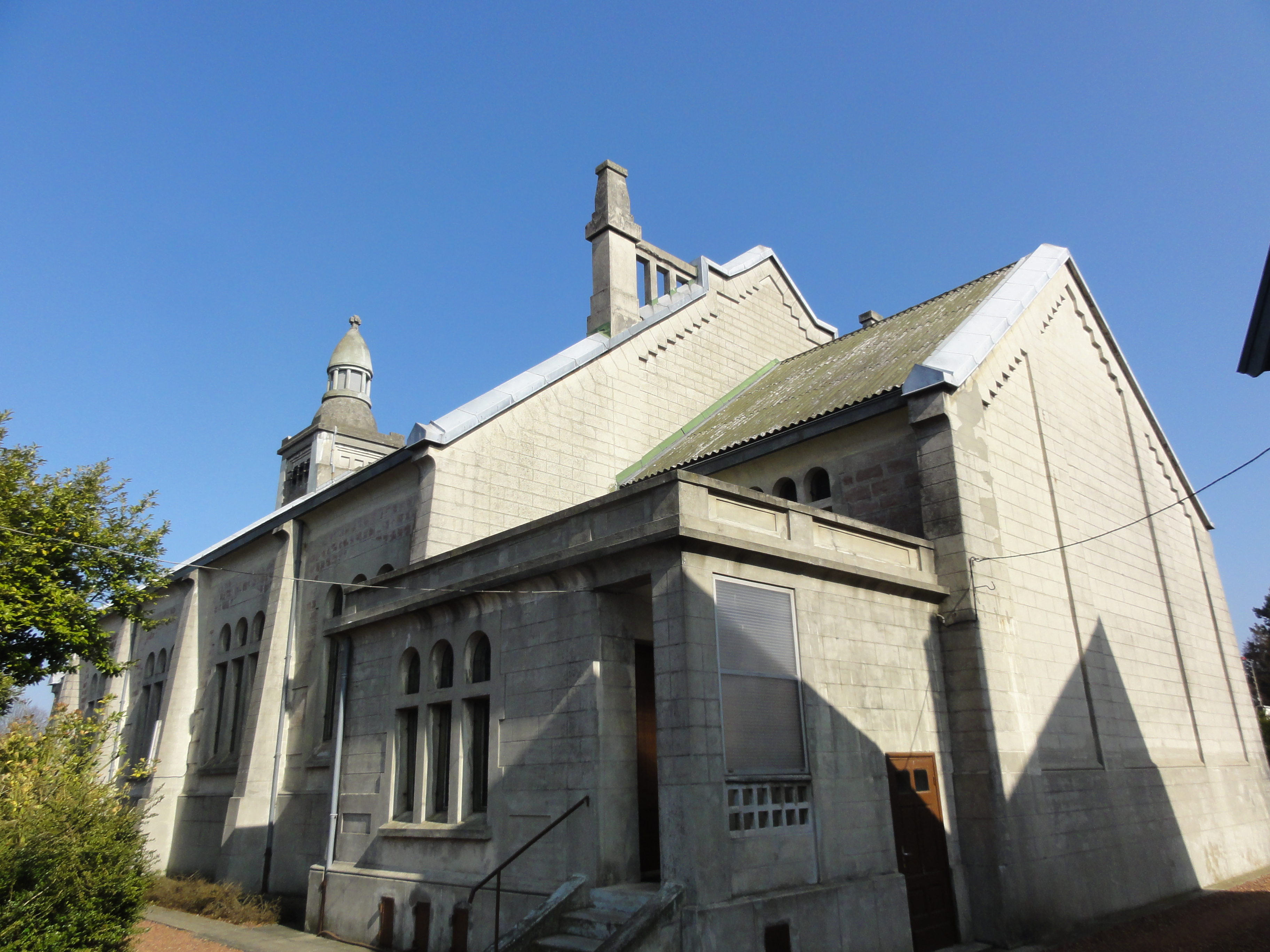
Chevet aveugle et chapelle axiale.
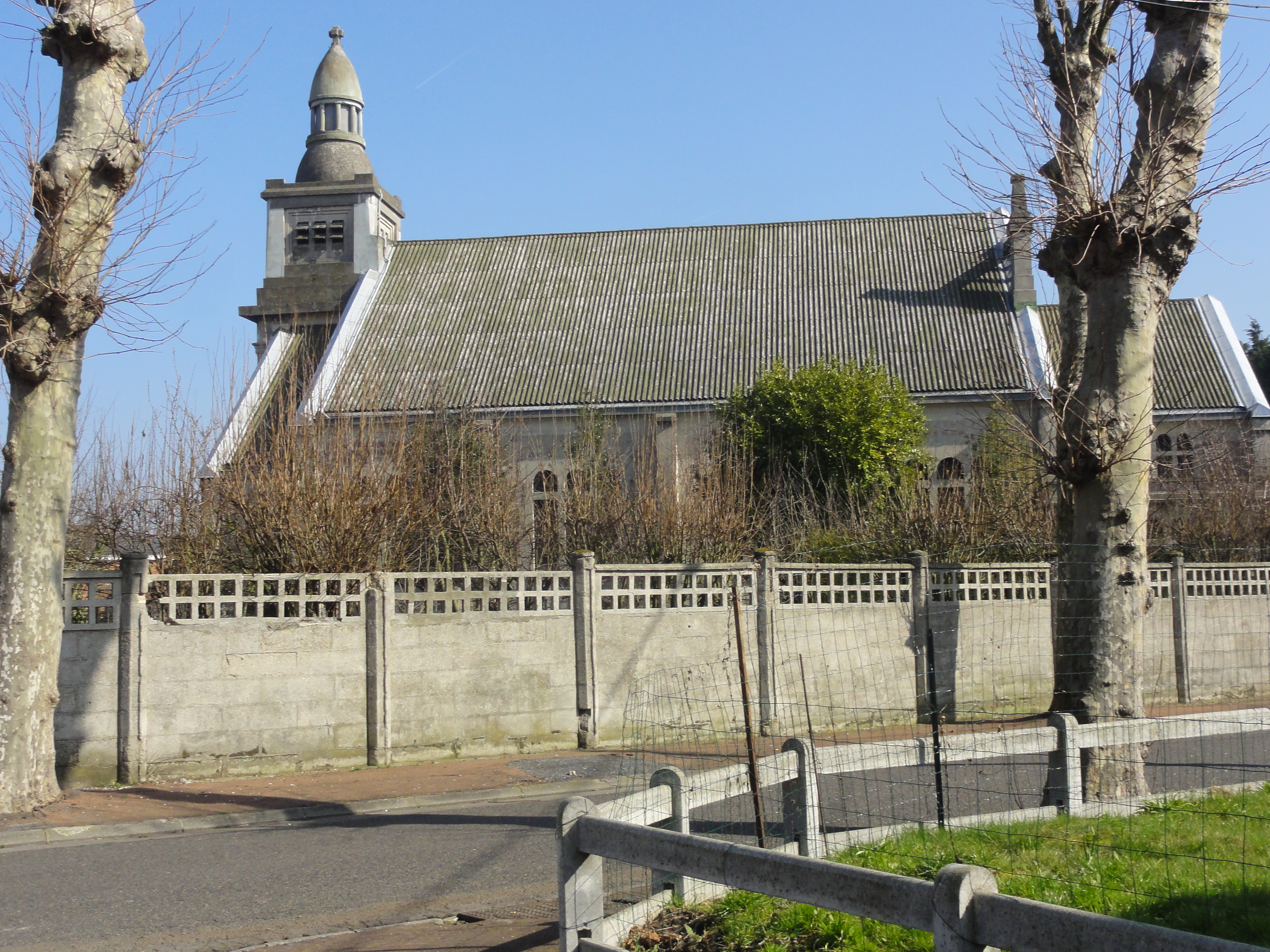
Vue de côté.